# Martina Müller (teniszező)
Martina Müller (Hannover, 1982. október 11.) német teniszezőnő. Profi pályafutását 1999-ben kezdte. Tíz egyéni és tíz páros ITF-tornát nyert meg. Legjobb világranglistán elfoglalt helyezése a harmincharmadik volt, ezt 2007 áprilisában érte el.

## Eredményei Grand Slam-tornákon

### Egyéniben
| Torna           | 2008   | 2007   | 2006   | 2005   | 2004 | 2003   | 2002   | 2001   |
| --------------- | ------ | ------ | ------ | ------ | ---- | ------ | ------ | ------ |
| Australian Open | 1. kör | 2. kör | 2. kör | -      | -    | 1. kör | 2. kör | -      |
| Roland Garros   | 1. kör | 2. kör | 2. kör | -      | -    | 1. kör | 2. kör | -      |
| Wimbledon       | 1. kör | 2. kör | 2. kör | -      | -    | -      | 1. kör | -      |
| US Open         | -      | 1. kör | 2. kör | 1. kör | -    | -      | 3. kör | 1. kör |

## Év végi világranglista-helyezései
| Év       | 1998 | 1999 | 2000 | 2001 | 2002 | 2003 | 2004 | 2005 | 2006 | 2007 | 2008 |
| Helyezés | 783. | 386. | 435. | 104. | 70.  | 327. | 182. | 109. | 34.  | 54.  | 185. |